# Kim Seo Kyung und Kim Eun Sung
Kim Seo Kyung und Kim Eun Sung sind ein koreanisches Künstlerehepaar.
Sie sind vor allem durch verschiedene Entwürfe der „Friedensstatue“ bekannt, mit der sie dem Schicksal der Zwangsprostituierten während der japanischen Besetzung Koreas von 1910 und 1945 und des Zweiten Weltkriegs („Trostfrauen“) ein Denkmal setzen. Inzwischen gilt die Statue international als Symbol für Kriegsverbrechen an Mädchen und Frauen.

## Leben
Das Paar ist seit 1990 verheiratet. Ihr Atelier befindet sich in Goyang in Südkorea.

## Werk
Die erste bronzene Friedensstatue von Kim Seo-Kyung und Kim Eun-Sung wurde am 14. Dezember 2011 zur 1000. Mittwochsdemonstration für die „Trostfrauen“ von „The Korean Council for Justice and Remembrance for the Issues of Military Sexual Slavery by Japan“ vor der japanischen Botschaft in Seoul errichtet.
In Deutschland befinden sich insgesamt drei Friedensstatuen: Die erste Statue wurde 2017 in Wiesent bei Regensburg im Nepal-Himalaya-Park errichtet. Die zweite befindet sich auf dem Grundstück der Koreanischen Evangelischen Kirchengemeinde Rhein-Main in Frankfurt. Die dritte in Berlin-Moabit wurde im Jahr 2020 enthüllt.